# Псковский поход Витовта (1426)
Псковский поход Витовта — военные действия Великого княжества Литовского против Псковской республики в 1426 году. Великий литовский князь Витовт, проводя экспансионистскую политику, объявил Пскову войну 29 июня 1426 года и вторгся в псковские земли. Разношёрстное войско Витовта помимо собственно литвинов состояло из поляков, чехов, валахов, а также татар, которых по просьбе Витовта прислал хан Золотой Орды Улу-Мухаммед.
Первой на пути Витовта оказалась Опочка, в которую псковичи успели прислать 50 засадных ратников с орудиями. Опочецкая крепость имела выгодное положение на небольшом полуострове, отделённом от основной суши рвом. Немногочисленные защитники города затаились, чтобы создать у нападающих впечатление, что город пуст. Витовт велел конникам взять крепость, однако когда те ехали по подвесному мосту, опочане перерубили верёвки, на которых тот держался. Штурмующие рухнули в ров на острые колья. Затем опочане предприняли вылазку. С пленными опочане, согласно летописи, поступили немилосердно: «А иныхъ многыхъ Татаръ и Ляховъ и Литвы живыхъ поимавши в градъ мчаша и режущи у Татаръ срамные уды ихъ, им же в ротъ влагаху, якоже бе и самому Витовту видети то, и всемъ прочимъ с нимъ, а Ляхомъ и Чехомь и Волохомъ кожи одираху». Жестокость может быть объяснена событиями двадцатилетней давности, когда Витовт уничтожил крепость Коложе (вместо которой и построили Опочку), перебив многих её обитателей.
Отступив от Опочки, Витовт разделил своё войско. Одна часть была послана под Котельно и Врев, другая, которую он сам и возглавил, двинулась к Вороничу. Осада Воронича длилась три недели и не принесла результатов. Витовт снял осаду и двинулся на помощь другой части войска. Тем временем, отделившийся от литовского войска татарский отряд был разбит псковскими ратниками, выступившими из Велья и Острова.
В конечном итоге, Витовт, вняв увещеваниям Александра Лыкова, посла великого князя московского и покровителя Пскова Василия II, с которым у Витовта был мир, взял с псковичей откуп в тысячу рублей и отступил в Великое княжество Литовское.